# Günther Freisleben
Günther Freisleben (* 11. Januar 1957) ist ein deutscher Polizist und war von 2014 bis 2017 Polizeipräsident von Karlsruhe.

## Leben
Günther Freisleben trat 1976 in den Dienst der Polizei Baden-Württemberg ein. 1987 stieg er in den gehobenen Dienst auf, 1994 in den höheren Dienst. 1994 leitete er an der Polizeidirektion Ludwigsburg das Sachgebiet Ia. 1995 wechselte er als Leiter der Abteilung I zur Polizeidirektion Schwäbisch Hall. Von 1997 bis 2000 war er im  Innenministerium Baden-Württemberg Referent im Referat 33. Dann kehrte er zur Polizeidirektion Schwäbisch Hall zurück und leitete dort den Führungs- und Einsatzstab. 2001 wechselte er als Leiter der Außenstelle Wertheim zur Akademie der Polizei Baden-Württemberg.
2004 wurde er zum Grenzschutzpräsidium West abgeordnet, um als Leitender Berater der European Union Police Mission an EU Polizeimission in Bosnien-Herzegowina teilnehmen zu können.
2006 wurde er Leiter der Polizeidirektion Schwäbisch Hall.
Ab 2012 war er als Deputy Head Executive Division Teil der Internationalen Polizeimission im Kosovo. Zu diesem Zweck war er an das zuständige Bundespolizeipräsidium abgeordnet.
Ab 2014 war Günther Freisleben Polizeipräsident in Karlsruhe.
Seit Dezember 2017 ist er Leiter des EU-Kontingents in Israel. Seine Nachfolgerin beim Polizeipräsidium Karlsruhe wurde Caren Denner.